# 湯姆·霍曼
汤马斯·道格拉斯·霍曼（英語：Thomas Douglas Homan；1961年11月28日—）是一位美国前警察、移民官员和政治评论员，現任第二次特朗普內閣的「邊境沙皇」。曾在奥巴马政府任职，之后他在第一次特朗普內閣担任美国移民和海关执法局代理局长。霍曼是零容忍移民政策的强烈支持者之一，主张驱逐非法移民，并反对庇护城市政策，由此来阻止非法入境和遏制人口贩卖。

## 早年生活
霍曼出生於紐約州西迦太基。他擁有傑斐遜社區學院的刑事司法副學士學位和紐約州立大學理工學院的學士學位。當時他是西迦太基的警察。

## 聯邦政府
霍曼於1984年加入當時的美國移民及歸化局，擔任邊境巡邏人員、調查員和主管。2013年，總統巴拉克·歐巴馬任命他為移民和海關執法局負責主管執法和驅逐行動的執行副主任。
2014年，霍曼開始宣稱將非法移民的兒童與照顧者分開將是阻止非法越境的有效手段，記者凱特琳·迪克森稱他為這項政策的“知識分子之父”，並早於第一次特朗普內閣通過該政策的幾年前就概述了該政策。他認為具備嚇阻力的事實使得分居成為移民執法的有效工具：「如果我認為這不會產生效果，那我就是在騙你。」
2015年，歐巴馬授予他「傑出行政人員總統階」獎，當時《華盛頓郵報》的一篇文章稱：“湯馬斯·霍曼真的很擅長驅逐非法移民。”
2017年至2018年，總統唐納·川普任命他為移民和海關執法局代理局長。自2018年退休后，开始担任福克斯新闻的评论员。
2024年11月10日，川普宣佈將提名霍曼在第二次特朗普內閣中擔任「邊境沙皇」，負責將所有非法移民的外國人驅逐回原籍國，霍曼計劃使用1798年的《外國人與煽動叛亂法案》履行職務。